# Koblenz-Kesselheim
Kesselheim ist der nördlichste Stadtteil der kreisfreien Großstadt Koblenz in Rheinland-Pfalz. Der Ort wurde 966 erstmals urkundlich erwähnt und 1969 eingemeindet. Kesselheim bestand einst aus zwei Orten. Es war ein kleines Fischerdorf am Rheinufer und galt als Übernachtungsort für die vorbeikommenden Schiffsleute.

## Lage
Seit der Eingemeindung durch die Stadt Koblenz 1969 ist die vorher selbständige Gemeinde Kesselheim der nördlichste Stadtteil und liegt im Winkel zwischen Rhein (Grenze im Nordosten) und A 48 (Grenze im Nordwesten). Zusammen mit den Koblenzer Stadtteilen Wallersheim, Neuendorf und Bubenheim wird ein nordwestlicher Bereich gebildet. Nördlich schließt sich der Ort St. Sebastian an, auf der gegenüberliegenden Rheinseite liegt die Rheininsel Niederwerth.

## Geschichte
Die erste Hälfte des Ortsnamens geht wahrscheinlich auf einen Siedler mit dem altgermanischen Namen Kestil oder Keszil oder ähnlich zurück. Die fränkische Endung heim weist höchstwahrscheinlich in die Zeit der Landnahme durch die Franken um das Jahr 600. Zum ersten Mal erwähnt wurde der Ort am 24. August 966 in einer Schenkungsurkunde Kaiser Ottos I. über das Nonnenkloster Kescelenheim an das Erzstift Magdeburg.
Von besonderer Bedeutung ist der Aachener Hof. Das Krönungs- oder Liebfrauenstift Aachen hatte in dieser Zeit in Kesselheim einen Hof, der wegen seiner umfangreichen Güterbesitzungen maßgeblichen Einfluss auf die Geschichte des Dorfes nahm. Im Jahre 1174 wurde in einer Streitigkeit zwischen dem Stift Aachen und seinem Propst, den Kaiser Friedrich Barbarossa schlichtete, zum ersten Male ein Hof samt Kirche St. Martin in Kesselheim als Besitz der Herren von Aachen erwähnt. 1226 bestätigte Kaiser Friedrich II. dem Stift Aachen die Schenkungen all seiner Vorgänger. Dies lässt vermuten, dass der Hof über 1000 Jahre alt ist und es sich um ein altes fränkisches Königsgut handelt. 1698 bis 1699 wurde eine neue Hofanlage als mächtiger Fachwerkbau errichtet. Die Zeit der Herren von Aachen endete 1794 mit der Eroberung durch französische Revolutionstruppen im Ersten Koalitionskrieg.
Kurfürst Franz Georg von Schönborn ließ in den Jahren 1748 bis 1752 nach Plänen von Balthasar Neumann das Jagdschloss Schönbornslust errichten. Es stand vor den Toren von Kesselheim und wurde bereits mit Eroberung durch die französischen Revolutionstruppen 1794 zerstört. Danach entstand auf dem Gelände das Kloster Maria Trost.

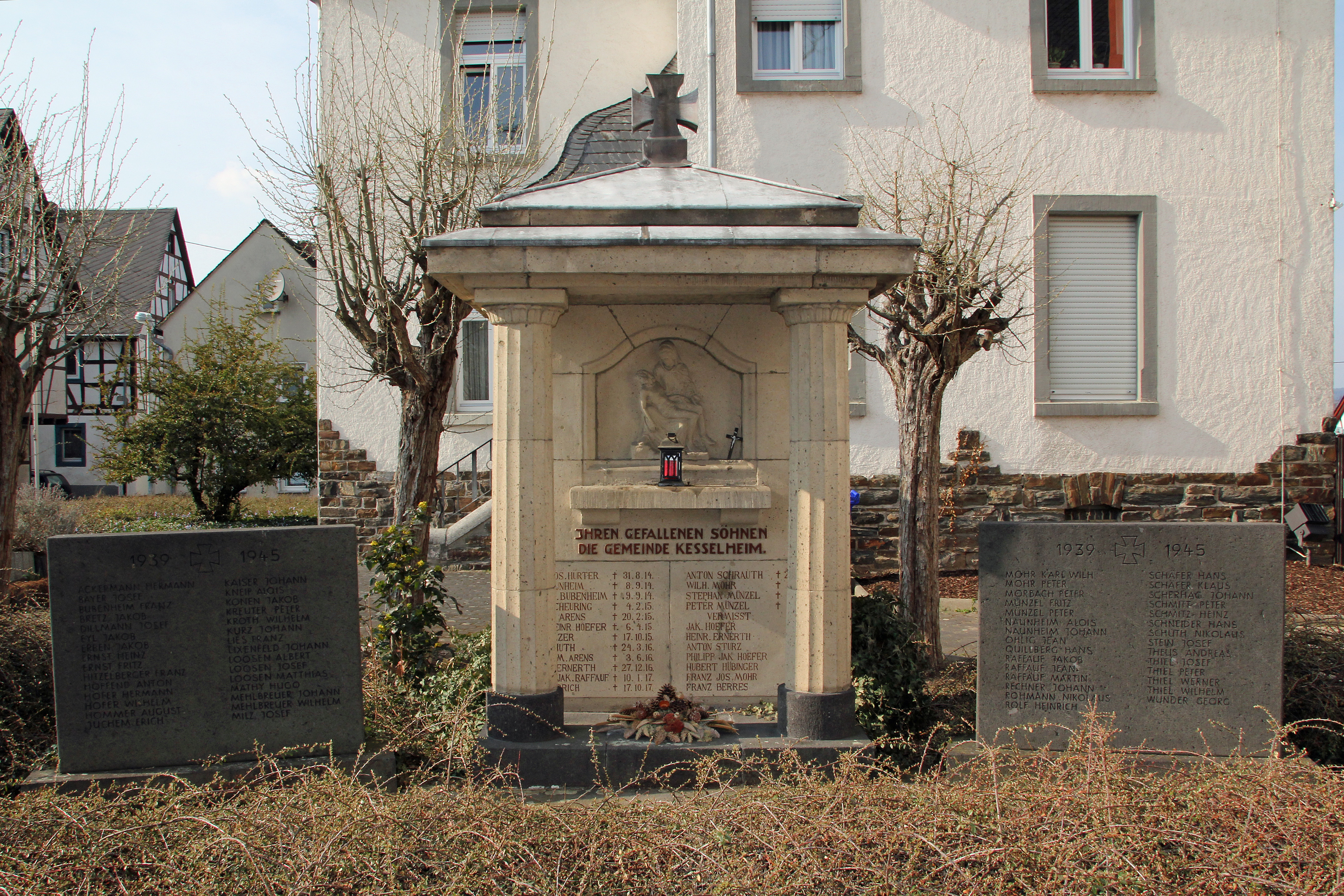
Das Kriegerdenkmal an der Pfarrkirche St. Martin in Kesselheim

Kesselheim gehörte zum kurtrierischen Amt Bergpflege und in französischer Zeit innerhalb des Arrondissement de Coblence zur Mairie Bassenheim im Kanton Rübenach. Nach Übernahme des Rheinlands durch die Preußen 1815 wurde es dem Landkreis Koblenz zugeordnet.
Im Ersten Weltkrieg waren in Kesselheim 16 Gefallene und 7 Vermisste zu beklagen, im Zweiten Weltkrieg waren es insgesamt 59 Gefallene und Vermisste.
Am 7. Juni 1969 wurde Kesselheim in die Stadt Koblenz eingemeindet.

## Sehenswürdigkeiten

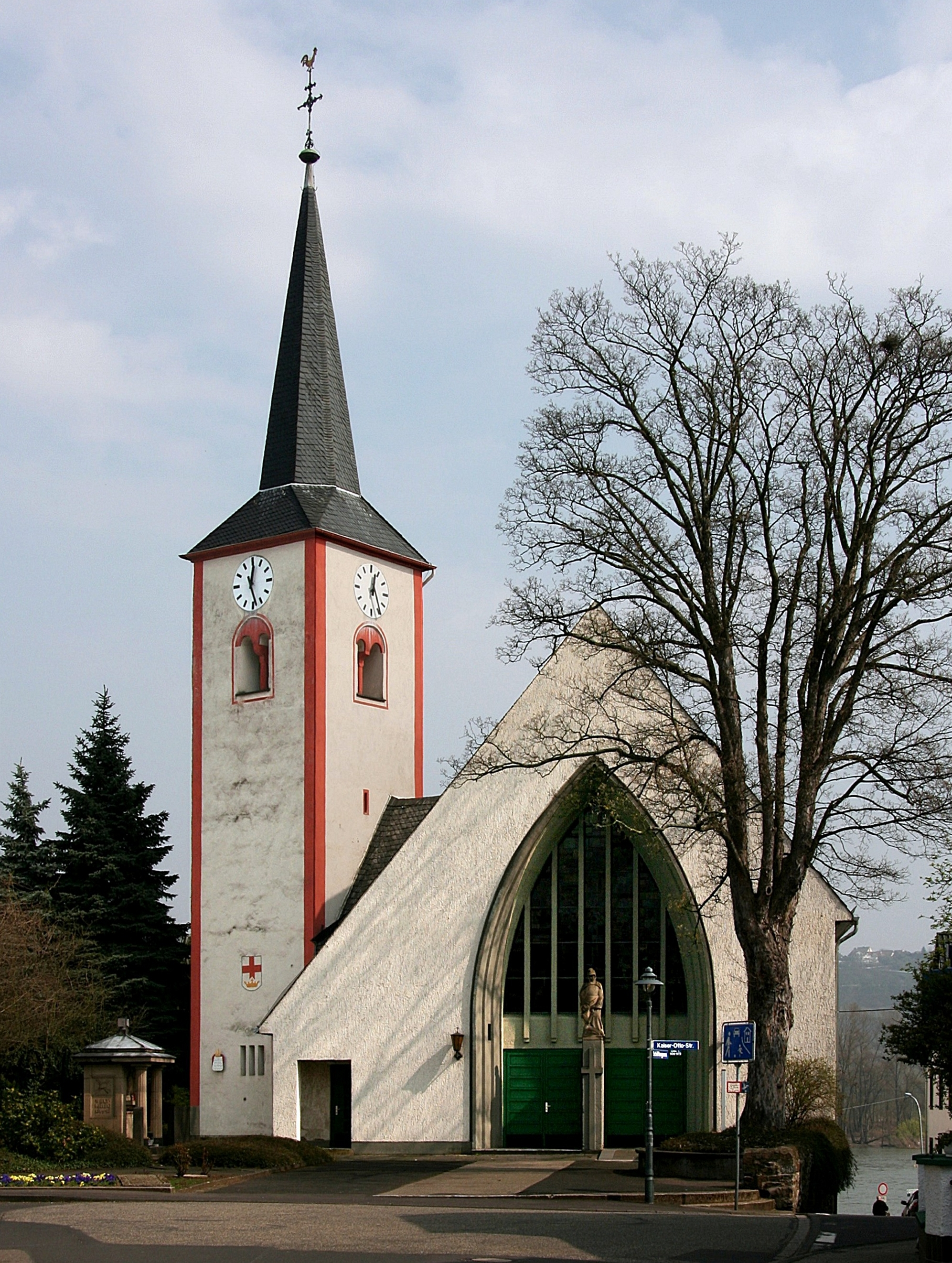
Die Pfarrkirche St. Martin

- Der Neubau der katholischen Pfarrkirche St. Martin in der Martinusstraße stammt aus dem Jahr 1933. Der romanische Kirchturm aus dem 12. Jahrhundert (Rest der ersten Pfarrkirche, die 1787 erneuert wurde) blieb erhalten, ebenso wie drei alte Glocken aus den Jahren 1414, 1496 und 1500.
- Mehrere schöne, liebevoll restaurierte Fachwerkgebäude (Aachener Hof, Halferhof, Jugendheim „St. Nikolaus“ u. a.) fallen ins Auge, ebenso wie alte Häuser aus Bruchstein, der aus der Eifel stammt.
- Der am Rhein entlanglaufende asphaltierte Rheinuferweg (= Betriebsweg der Wasser- und Schifffahrtsverwaltung des Bundes) lädt zum Radfahren und zum Spazierengehen ein. Von ihm aus hat man einen schönen Blick auf die Rheininsel Niederwerth und bis nach Vallendar. Zum Rheinuferweg führen von der Martinus- und der Kaiser-Otto-Straße mehrere kleine Stichstraßen hin (Flößer-, Halfer- und Schöffengasse, Schmiede- und Herrenstraße, Im Sändchen).

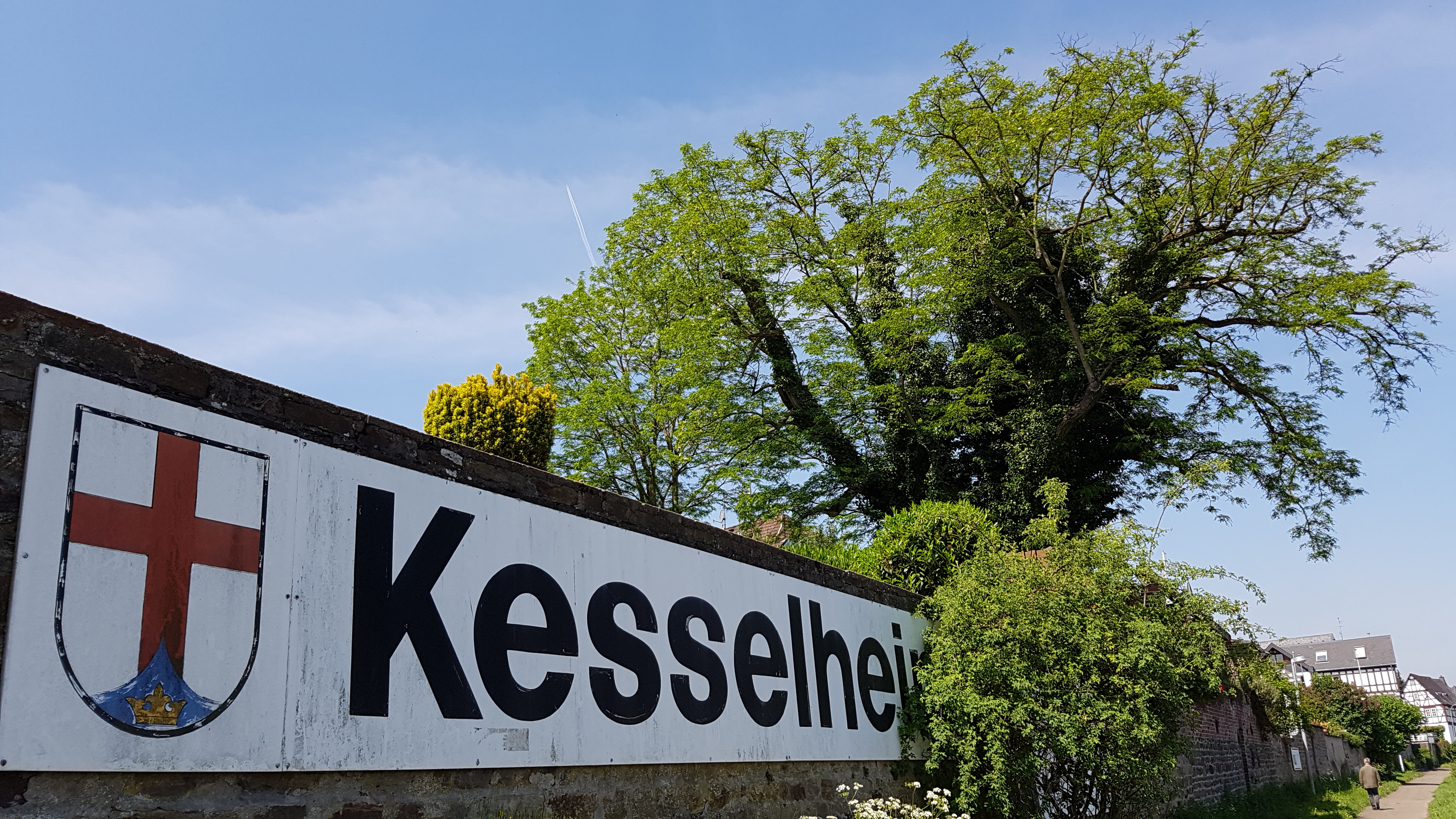
Robinia pseudoacacia

- Die alte, mächtige Robinie, ein Naturdenkmal (siehe Liste der Naturdenkmale in Koblenz – ND-7111-392, Kesselheimer Baum)[3] auf dem Grundstück Nr. 49 in der Kaiser-Otto-Straße, wurde vor dem Jahr 2024 gefällt.
- In der Liste der Kulturdenkmäler in Koblenz-Kesselheim sind 12 Einzeldenkmäler aufgeführt.

## Politik

### Ortsbeirat
Für den Stadtteil Kesselheim wurde ein Ortsbezirk gebildet. Dem Ortsbeirat gehören sieben Beiratsmitglieder an, den Vorsitz im Ortsbeirat führt der direkt gewählte Ortsvorsteher.
Zur Zusammensetzung des Ortsbeirats siehe die Ergebnisse der Kommunalwahlen in Koblenz.

### Ortsvorsteher
Andreas Münzel (parteilos) ist seit dem 20. September 2024 Ortsvorsteher von Kesselheim. Er setzte sich bei der Kommunalwahl am 9. Juni 2024 mit 60,8 Prozent der Stimmen gegen Michel Guretzke (CDU) durch. Sein Vorgänger Herbert Dott (CDU) war nach 20 Jahren als Ortsvorsteher nicht erneut zur Wahl angetreten.

### Wappen
| Wappen von Koblenz-Kesselheim | Blasonierung: „In Silber ein rotes durchgehendes Balkenkreuz, belegt mit einer eingewölbten, halben, erniedrigten blauen Spitze, darin eine goldene Krone.“ |
| Wappen von Koblenz-Kesselheim | Wappenbegründung: Das rote Kreuz in Silber weist auf das Kurfürstentum Trier hin, dem Kesselheim jahrhundertelang unterstand. Die aufstrebende blaue Spitze mit der goldenen Krone besagt, dass Kesselheim ursprünglich fränkisches Königsgut war. Das Wappen wurde vom Staatsarchiv Koblenz unter Berücksichtigung der Kesselheimer Ortsgeschichte entworfen. Im Jahr 1934 wurde es der Gemeinde Kesselheim als eigenes Wappen verliehen. |

## Wirtschaft und Infrastruktur

### Wirtschaft
Maschinen- und Autozulieferindustrie, Softwarefirmen und diverse weitere Unternehmen sind in Koblenz-Kesselheim beheimatet:
- CompuGroup Medical AG: Anbieter von eHealth-Lösungen
- TRW Automotive: Automobil-Sicherheitssysteme, Hauptstandort für Bremssysteme
- Scania Deutschland GmbH: Deutscher Firmensitz des schwedischen Nutzfahrzeugherstellers

Zu den ganz großen Unternehmen zählt TRW. Die Produktionsstätte ist nach wie vor der größte industrielle Arbeitgeber in Koblenz und gilt nach zahlreichen Modernisierungen als Vorzeigewerk innerhalb der Gruppe. Ein weiterer großer industrieller Arbeitgeber ist die Firma Aleris (Aleris Rolled Products Germany GmbH). Aleris ist Premium-Zulieferer (Aluminium) für die Automobil- und Luftfahrtindustrie.
Ebenfalls vertreten ist die Kimberly&Clark-Gruppe. Das Unternehmen hat als Global Player 1999 sein regionales Distributionszentrum (RDC) im Industriegebiet Rheinhafen errichtet.
Südöstlich von Koblenz-Kesselheim liegt der Rheinhafen Koblenz.

### Verkehr
Die B 9 tangiert Kesselheim südlich und schafft Verbindung zum Norden (nach Bonn) und zum Süden (nach Bingen), außerdem zur A 48 und damit in den Westerwald (im Nordosten) und in die Eifel (im Südwesten).
Der ca. 6,5 km vom Kesselheimer Ortskern entfernte Koblenzer Hauptbahnhof der Deutschen Bahn liegt an der linken Rheinstrecke, die westlich am Ort entlang führt. Weitere Bahnhöfe im Umkreis sind Mülheim-Kärlich und Koblenz-Lützel, an denen aber nur Regionalbahnen halten. Im November 1928 wurde parallel der Bahnstrecke Neuwied–Koblenz eine Verbindungsbahn zwischen Lützel und Kesselheim eingeweiht. Am Abzweig Kesselheim trennen sich diese Strecken.

### Friedhof
Der an der Kurfürst-Schönborn-Straße gelegene Friedhof ist 1878 entstanden. Sehenswert ist der alte Friedhofsteil mit dem alten Friedhofskreuz in einer offenen Kapelle, den alten Grabdenkmälern, den Kriegsgräbern, der Friedhofshalle und dem alten Baumbestand. Auf diesem Friedhofsteil finden keine Beerdigungen mehr statt, weil er im Hochwasserbereich liegt. Auf dem neueren Teil befinden sich folgende Grabarten: Wahl-, Reihen-, Urnenreihen- und Urnenwahlgräber. Die Ruhezeit für Verstorbene nach dem 5. Lebensjahr beträgt 25 Jahre. Friedhofsträger ist die Stadt Koblenz.

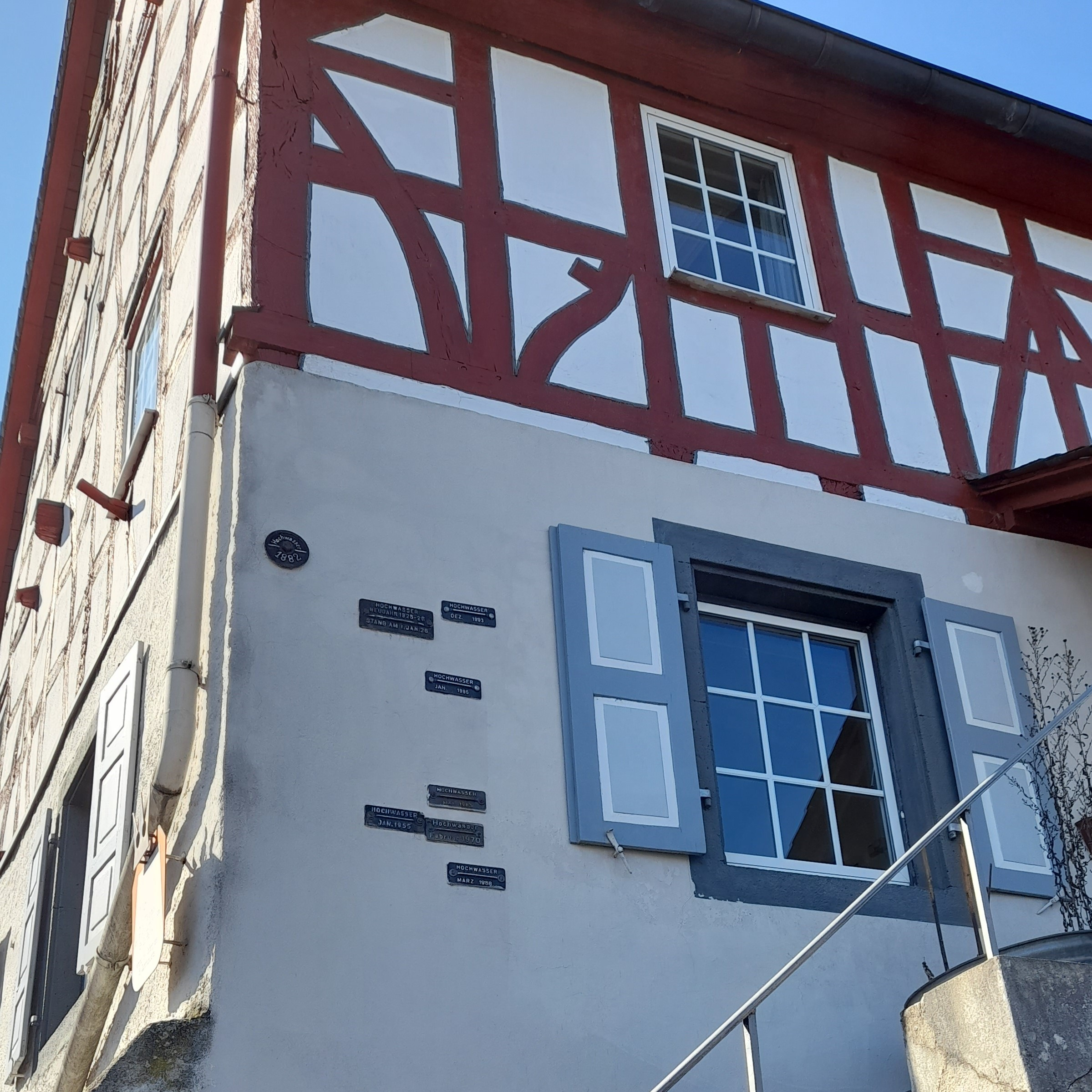
Hochwassermarken

## Rhein-Hochwasser
Bei Kesselheim ist der Rhein normalerweise etwa 300 m breit. Immer wieder tritt er bei Hochwasser über die Ufer und überflutet die Kesselheimer Straßen sowie anliegende Grundstücke. Das war (seit 1980) in den Jahren 1983, 1988, 1993, 1995, 2001, 2003, 2011 und 2020 der Fall. Dabei wurden Pegelstände von maximal 9,52 m (am 23. Dezember 1993; Pegel Koblenz) erreicht. Hochwassermarken an Häusern dokumentieren diese Tatsache und halten die Erinnerung daran wach, dass das Hochwasser – etwa in der Kaiser-Otto-Straße – 2 m über dem Straßenniveau stand.

## In Kesselheim geboren
- Hermann Jakob Doetsch (1831–1895), Politiker, Mitglied des Preußischen Herrenhauses
- Margot Kreuter-Tränkel (1929–2003), Schriftstellerin